# Georgij Evgen'evič Šilov
Georgij Evgen'evič Šilov in russo Георгий Евгеньевич Шилов? (Ivanovo, 3 febbraio 1917 – Mosca, 17 gennaio 1975) è stato un matematico sovietico, esperto nel campo dell'analisi funzionale, che ha fornito contributi alla teoria degli anelli normati e delle funzioni generalizzate.

## Pubblicazioni
- Come costruire i Grafici, Progresso tecnico editoriale, Milano, 1970
- Elementary Functional Analysis, Dover, 1996
- (EN) Georgii Evgen'evich Shilov, B. L. Gurevich, Integral, Measure, and Derivative: A Unified Approach, Dover Publications, 1978, ISBN 0-486-63519-8.
- (con Izrail' Moiseevič Gel'fand), Generalized Functions, Academic Press, 1964